# Pseudananca ruficollis
Pseudananca ruficollis es una especie de coleóptero de la familia Aderidae.

## Distribución geográfica
Habita en Australia.